# Akademski hor Tone Tomšič
Akademski hor Tone Tomšič (sloven. Akademski pevski zbor Tone Tomšič) je mešoviti hor studenata Univerziteta u Ljubljani.
Repertoar hora obuhvataju kompozicije iz svih istorijskih perioda, sa posebnim akcentom na savremenoj horskoj literaturi. Od septembra 2021. godine hor vodi dirigentkinja Rahela Durič Barić.
U njegovim redovima 1972. godine osnovan je Ljubljanski oktet.

### Pre Drugog svetskog rata
France Marolt, dirigent i prvi slovenački etnomuzikolog, je 1926. godine osnovao Muški akademski hor u Ljubljani. Pre toga je vodio Akademski hor Triglav, a njihova turneja 1926. godine u Beogradu i Nišu je poslužila kao podsticaj za osnivanje novog akademskog hora.
Akademski hor Tone Tomšič je osnovan 18. novembra 1926. godine, a svoju prvu, osnivačku skupštinu je održao 13. marta 1927. godine. Hor je u početnom sastavu imao 51 člana i 5 gostujućih pevača. Prvo javno izvođenje hora je bilo 27. januara 1927. godine na Svetosavskoj proslavi Univerziteta u Ljubljani. Njegovi članovi su tada nastupili u narodnim nošnjama i svoj repertoar posvetili domaćim kompozitorima.
Na zahtev hora, kraljica Marija Karađorđević je 12. septembra 1934. godine postala njegova pokroviteljka.  U decembru 1934. godine, raspisan je konkurs za oblikovanje njegovog znaka. Izabran je neimar Maks Megušar, druga nagrada pripala je arhitekti Ediju Mihevcu, dok je treća nagrada otišla u ruke neimara Slavka Banka. Komisiju su činila velika imena slovenačke umetnosti, poput Dr Ložara, profesora Božidara Jakca, kipara Franceta Goršea i slikara Mihe Maleša.

#### Ženski akademski hor
Marolt je vodio Ženski akademski hor 1938. i 1939. godine, koji je brojao 41 pevačicu. Na njihovom prvom koncertu, održanom 8. jula |1939. godine, preovladavale su izvedbe omladinskih pesama. Pokroviteljka ovog koncerta je bila Antonija Natlačen, supruga bana Dravske banovine. Nažalost, hor je prestao sa radom zbog nedostatka odgovarajućeg repertoara. 

### Posle Drugog svetskog rata
Posle kulturnog muka tokom Drugog svetskog rata, koji je počeo 1941. godine, hor ponovo počinje sa radom 1946. godine, ovoga puta u mešovitom sastavu i pod novim nazivom: Akademski hor Tone Tomšič, po slovenačkom narodnom heroju Tonetu Tomšiču.

## Horovođe
1. Франце Маролт []
2. Нико Штритоф []
3. Мариј Когој []
4. Франце Маролт []
5. Радован Гобец []
6. Јанез Боле []
7. Лојзе Лебич []
8. Игор Лаврич []
9. Марко Муних []
10. Јоже Фирст []
11. Јернеј Хабјанич []
12. Стојан Курет [] (1992–2002, 2014–2015)
13. Урша Лах [] (2002–2009)
14. Себастјан Врховник [] (2009–2013)
15. Јерица Буковец [] (2015–2021)
16. Рахела Дурич Барић [] (2021–)

## Nastupi
- Koncert povodom 90. godišnjice osnivanja, 21. maja 2016. godine u Cankarjevоm domu u Ljubljani[11]
- Koncert povodom 80. godišnjice osnivanja, 28. maja 2006. godine u  Cankarjevom domu [] u Ljubljani[12]

## Nagrade i priznanja
- 2003. — Odlikovanje Zlati znak Javnog fonda Republike Slovenije za doprinos u oblasti kulture
- 2000. — Srebrno priznanje Fonda Republike Slovenije za kulturno-umetnički amaterizam i Priznanje grada Ljubljane Gradske opštine Ljubljana.
- 1996. — Državno odlikovanje Zlati častni znak svobode Republike Slovenije
- 1991. — Priznanje za učešće u obeležavanju Galusove godine
- 1987. — Nagrada grada Ljubljane za očuvanje tradicije i visokog kvaliteta amaterskog horskog pevanja
- 1984. — Zlatno priznanje Univerziteta Edvarda Kardelja u Ljubljani za dugogodišnji rad i izuzetna dostignuća u oblasti kulture
- 1981. — Nagrada Društva slovenačkih kompozitora: nagrada najzaslužnijem izvođaču slovenačkih kompozicija za 1981. godinu
- 1976. — Srebrno priznanje Univerziteta u Ljubljani za izuzetan uspeh u izvođenju i širenju slovenačkih pesama
- 1975. — Priznanje Zajednice kulturno-prosvetnih organizacija opštine Ljubljana - Centar za požrtvovan i uspešan rad u oblasti muzičkog stvaralaštva
- 1970. — Galusovo priznanje
- 1966. — Orden bratstva i jedinstva sa zlatnim vencem
- 1934. — Počasno pokroviteljstvo Njenog Veličanstva kraljice Marije
- 1930. — Orden Jugoslovenske krune V stepena

## Takmičenja

### Velika nagrada Evrope za horsko pevanje
Hor je osvojio Велика награда Европе за хорско певање dva puta, u 2002. i 2008. godini.

### Slovenačko državno horsko takmičenjeNaša pesma
Hor je ostvario sledeće uspehe na slovenačkom državnom horskom takmičenju Naša pesma: (словен. Naša pesem)
- 2024. - 1. mesto[13]
- 2018. - 3. mesto[14]
- 2014. - 1. mesto[15]
- 1999. - 1. mesto[16]
- 1990. - 1. mesto[17]
- 1976. - 1. mesto[18]
- 1970. - 1. mesto[18]

## Spoljašnje veze
- Zvanični veb-sajt